# Station Hamburg-Poppenbüttel
Station Hamburg-Poppenbüttel (Bahnhof Hamburg-Poppenbüttel, kort: Bahnhof Poppenbüttel) is een spoorwegstation in het stadsdeel Poppenbüttel van de Duitse stad Hamburg. Het station is onderdeel van de S-Bahn van Hamburg aan de spoorlijn Hamburg Hauptbahnhof - Hamburg-Poppenbüttel en is geopend op 15 januari 1918. Het is het start- en eindpunt voor de lijn S1.

## Locatie
Het station bevindt zich in Hamburg-Poppenbüttel, ten oosten van het Alstertal-Winkelcentrum. De toegang tot het station is mogelijk via de Wentzelplatz of via de Stormarnplatz.

## Geschiedenis
Het station ontstond bij de inrichting van de Alstertalbahn, die vanaf 1913 als verlenging van de spoorlijn Hamburg Hauptbahnhof - Hamburg-Poppenbüttel van Ohlsdorf naar Poppenbüttel werd gebouwd. De Alstertal Terrain AG (ATAG) plande als eerste de bouw van een normaalsporige lijn via Wellingsbüttel naar Wohltorf. Later werd een splitsingsstation in Poppenbüttel voorgesteld, waar de spoorlijn zou splitsen in de richting van Wolhtorf en Volksdorf. De Hamburgse Senaat verwierp dit voorstel, om concurrentie met de Walddörferbahn te voorkomen. De toestemming voor de bouw van de spoorlijn kreeg de ATAG pas, nadat het toegezegd had dat het afzag van een verlenging vanaf Poppenbüttel.
Vanaf 1917 werd de spoorlijn voor het goederenverkeer opengesteld, op 15 januari 1918 volgde het reizigersverkeer. Bij het station in Poppenbüttel bevonden zich toentertijd meerdere goederensporen, die, nadat het goederenverkeer begin jaren '90 stilgelegd werd, ondertussen afgebroken zijn. In 1963 werd in de buurt van de opstelsporen een automatische wasinstallatie gebouwd. Midden jaren '80 werd het elektromechanische seinhuis naar een nieuwbouw op het perron verplaatst.

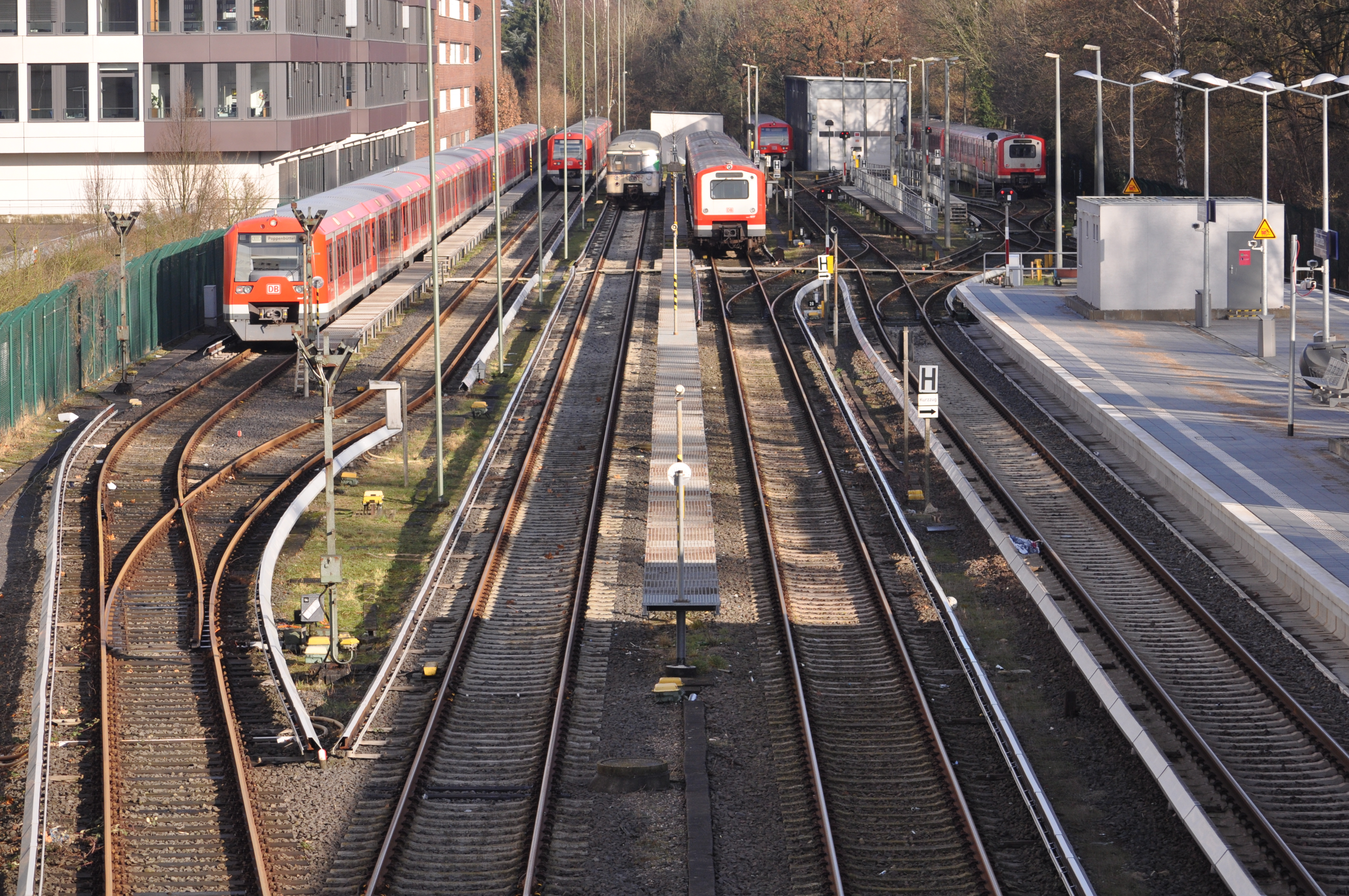
Opstelsporen met op de achtergrond een onderhoudsgebouw en de wasinstallatie.(2013)

Van 2010 tot 2013 werd het station gerenoveerd en barrièrevrij gemaakt.

## Uitrusting

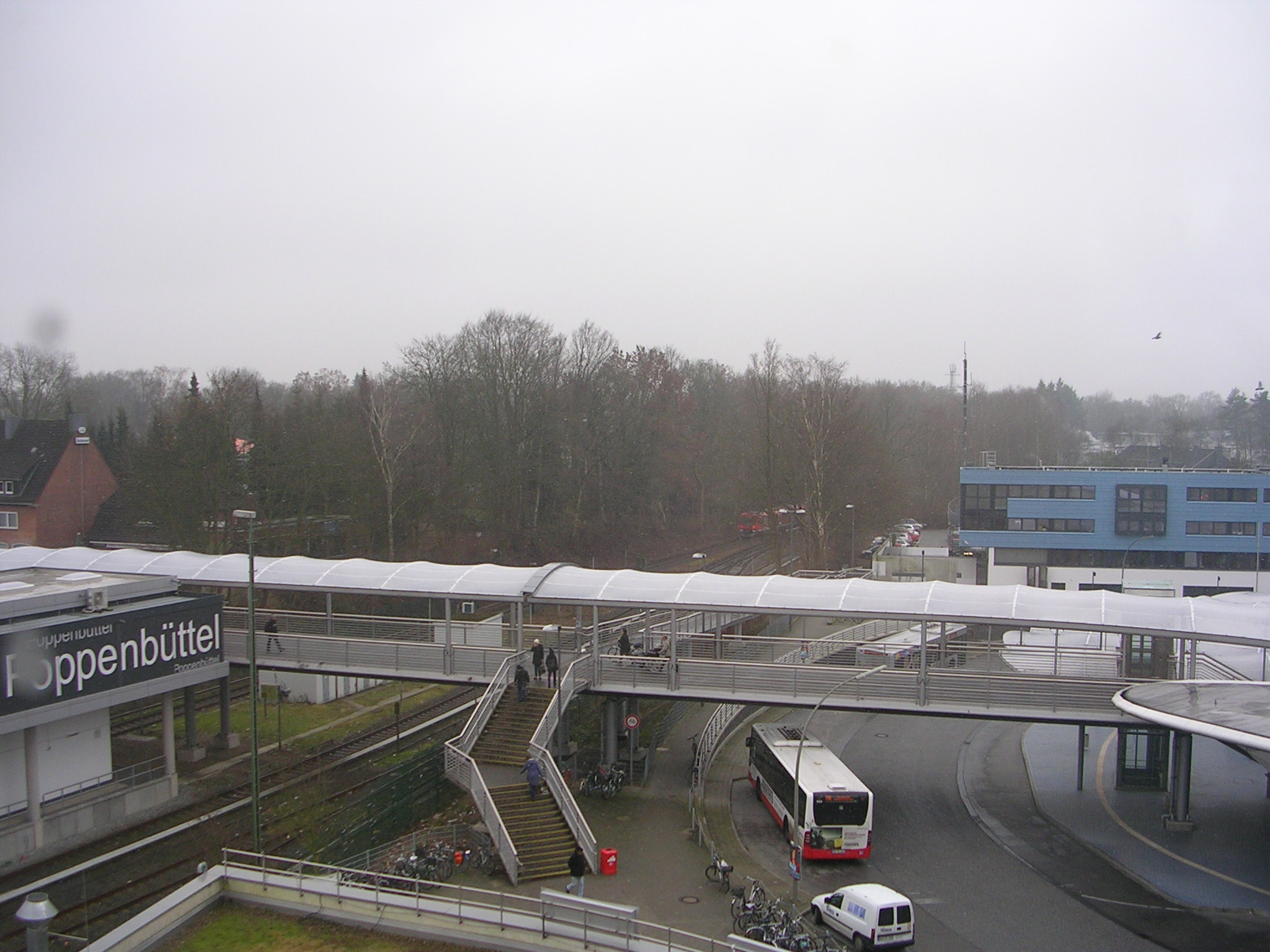
Voetgangersbrug tussen het station en het busstation. (2015)

Het station beschikt over een overkapt eilandperron en een stationsgebouw. De toegang tot het perron loopt via een brug, die de sporen zuidelijk van het perron overspant en de Wentzelplatz en de Stormarnplatz verbindt. De toegang tot het perron is toegankelijk gemaakt.
Aan het Wentzelplatz bevindt zich een groot busstation waar diverse bussen en nachtbussen vertrekken. Aan de Stormarnplatz is er een halte voor één busdienst.
Noordelijk van het perron bevinden zich zeven opstelsporen evenals een kleine onderhoudslocatie voor de S-Bahn. Ook worden hier de treinen aan de binnen- en buitenzijde gereinigd.

## Verbindingen
Het station Poppenbüttel is een start- en eindstation voor de S-Bahnlijn S1 tussen Poppenbüttel en Wedel. Op het trajectdeel tussen Ohlsdorf en Poppenbüttel rijden de treinen van de S1 als Kurzzüge (korte treinen); in Ohlsdorf worden de treinen gesplitst, waarbij het voorste deel naar de Luchthaven rijdt en het achterste deel naar Poppenbüttel.
De volgende S-Bahnlijnen doen het station Poppenbüttel aan:
| Serie | Treinsoort        | Route | Bijzonderheden |
| ----- | ----------------- | --- | -------------- |
|       | S-Bahn (DB Regio) | Hamburg Airport – /Poppenbüttel – Ohlsdorf – Barmbek – Berliner Tor – Hauptbahnhof – Altona – Blankenese – Wedel |                |